# St. Burkard (Würzburg)

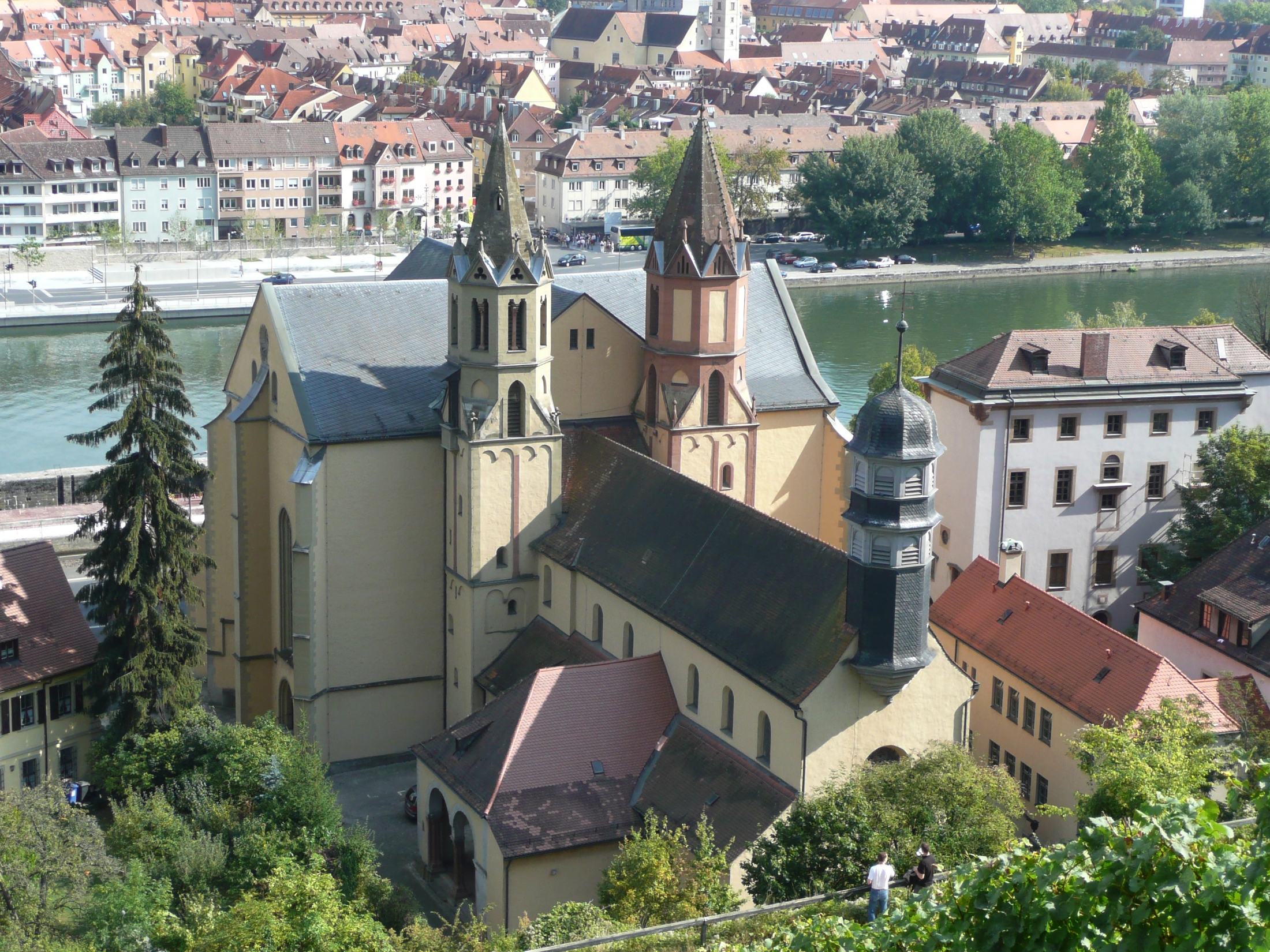
St. Burkard von der Festung Marienberg gesehen

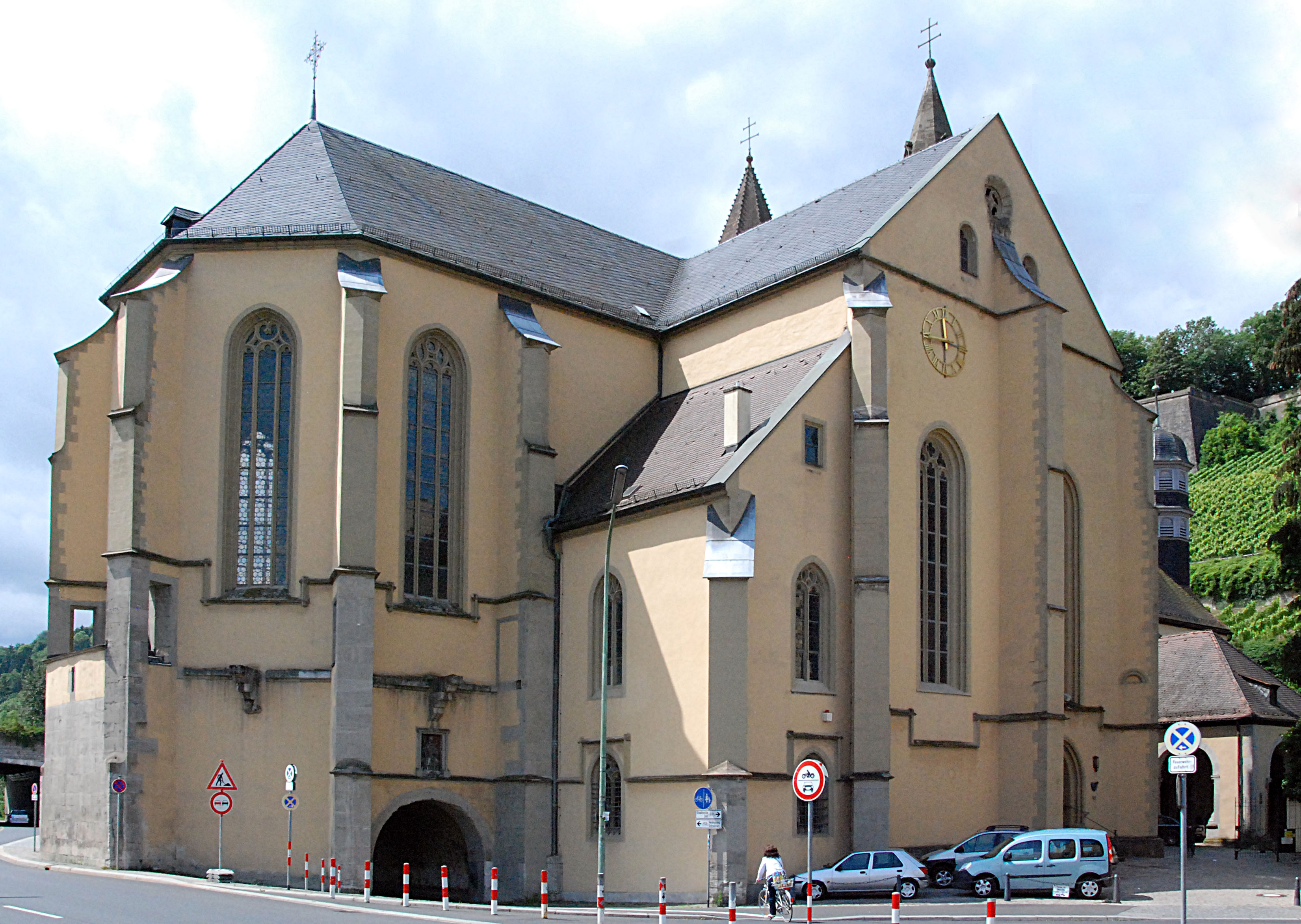
Die Kirche von der Mainseite

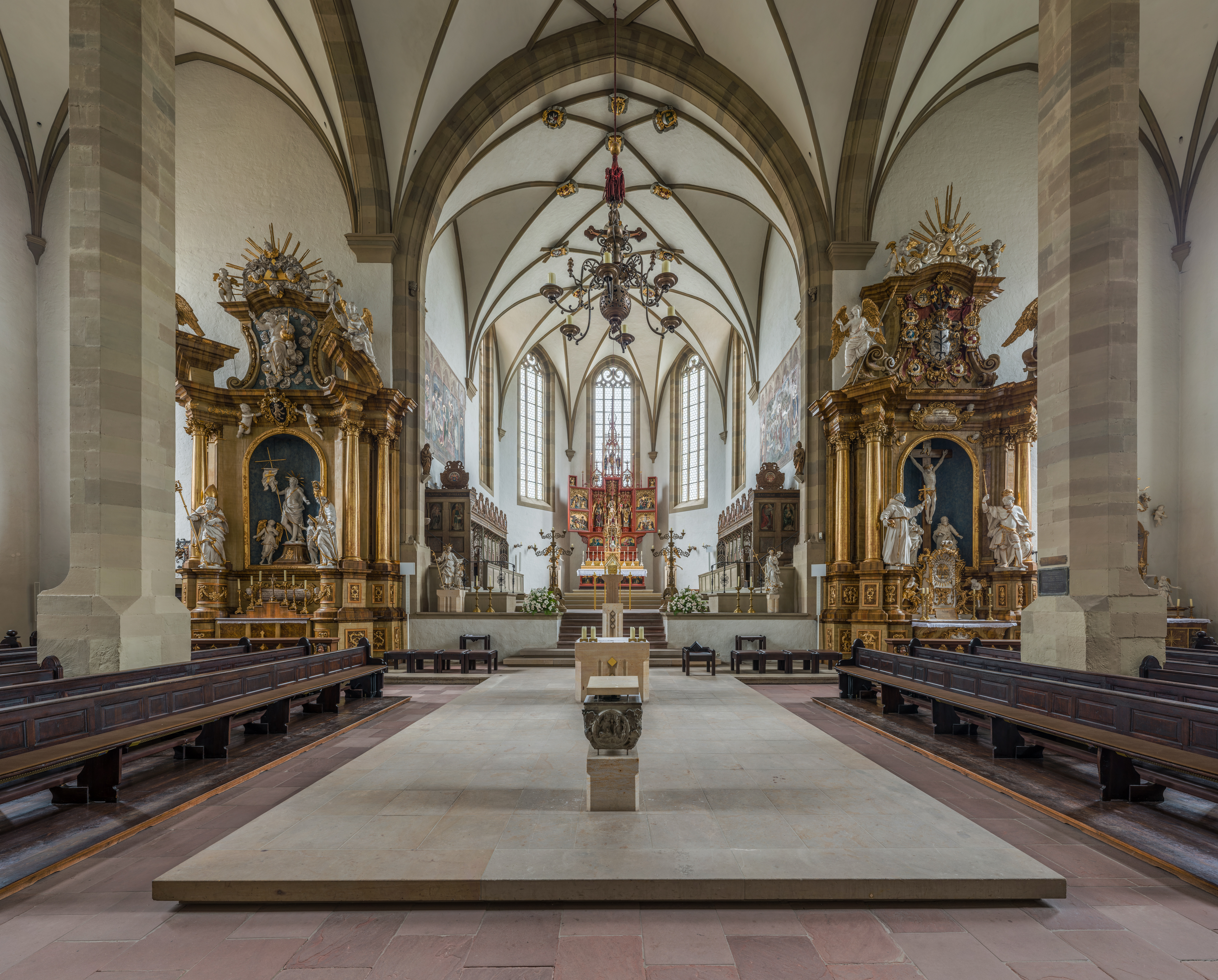
Innenraum mit Altar

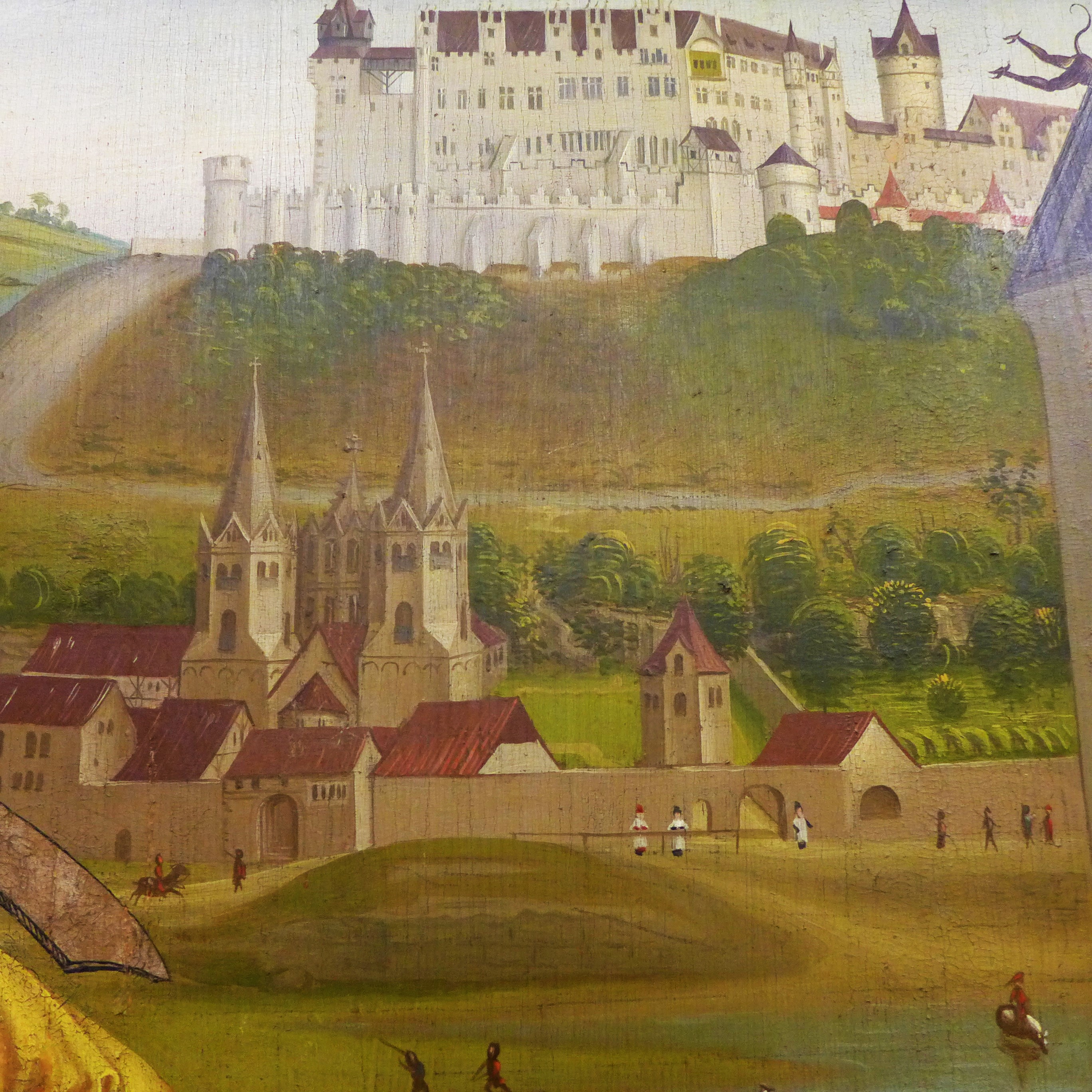
St. Burkard vor der spätgotischen Erweiterung um das Querhaus, um 1490

St. Burkard, auch Burkarder Kirche genannt, ist eine römisch-katholische Pfarrkirche und war die erste Klosterkirche Würzburgs. Sie ist nach der Marienkirche auf der Festung Marienberg die zweitälteste Kirche Würzburgs. St. Burkard ist zudem die seit dem Mittelalter für das Mainviertel zuständige Pfarrei und war verbunden mit der Lokalkaplanei für das Militärhospital und die Festung Marienberg. Das seit 986 gleichnamige Kloster, das aus einem Andreaskloster hervorgegangene Benediktinerkloster St. Burkard, bestand von 983 bis 1464 und war ab spätestens 1470 ein Ritterstift (Kollegiatstift) bis 1803.

## Geschichte
Benannt wurde die Kirche St. Burkard nach ihrem Patron, dem 742 von Bonifatius zum ersten Würzburger Bischof geweihten heiligen Burkard. Dieser gründete um 750 das am Fuße des Marienbergs gelegene Kloster St. Andreas, das der heiligen Maria und den Heiligen Andreas und Magnus geweiht war und zu dem auch der Marienberg mit der Marienkirche gehörte. Der Bischof Hugo überließ das Andreaskloster im Jahr 983 den Benediktinern. Er ordnete ihnen, nicht zuletzt als wirtschaftliche Grundlage, Pfarreien und Dörfer zu.
Am 14. Oktober 986 wurden die Gebeine des heiligen Burkard in einer feierlichen Prozession in das Kloster überführt und dort begraben. Seither heißt das Kloster nach seinem Schutzpatron St. Burkard. Geweiht wurde die Abtei durch den Bischof Bruno von Würzburg.
Der romanische Teil der Kirche wurde 1042 geweiht. 1168 wurde die nördliche Portalvorhalle des Langhauses errichtet. 1250 wurden die beiden Osttürme um zwei Stockwerke erhöht.
Um 1490 wurde die romanische Basilika um ein spätgotisches Querhaus und den Ostchor erweitert. Um den Durchgang der Uferstraße zu erhalten, mussten diese auf Schwibbögen gestellt werden. 1663–1667 wurden, im Zuge des Neubaus der Würzburger Befestigungsanlagen, der Westturm und zwei Joche vom Langhaus abgebrochen.
Zunächst war die Kirche bis 1464 Teil eines Benediktinerklosters, von 1464 bis 1803 ein Kollegiatstift, dessen Verwaltungssitzverlegung in den Rückermainhof (Karmelitenstraße 20) mit Befürwortung durch den Landesherrn Johann Philipp von Greiffenclau zu Vollraths 1715 beschlossen wurde. Letzter Abt und erster Propst des Ritterstifts St. Burkard war Johann(es) von Allendorf (1400–1496), der auch als Kanzler des Fürstbischofs Rudolf von Scherenberg tätig war und 1496 das Spital zu den 14 Nothelfern stiftete. Mit der Säkularisation und der damit verbundenen Auflösung des Stifts am 23. Februar 1803 gelangte die Kirche in den Besitz der Pfarrei. Letzter Propst von St. Burkard war Adam Friedrich Groß zu Trockau.
Nach Christenmassakern in Syrien besuchte 1861 Gregor Ata, der melkitisch-katholische Erzbischof von Homs, die Diözese Würzburg um Almosen für die verwüsteten Christengemeinden seiner Heimat zu sammeln und feierte am 25. Mai 1861 in der Burkardskirche einen Gottesdienst in der Byzantinischen Liturgie.
Ab 1890 war der Burkardushof in der Burkarderstraße 26 das Vereinshaus des neugegründeten Katholischen Arbeitervereins.
1930 eröffnete in der Pfarrei St. Burkhard das erste Pfarrjugendheim.

## Ausstattung
Im romanischen Teil der Kirche gibt es einen Gedenkstein der seit dem Jahr 1010 bestehenden Fischerzunft Würzburg. Die Würzburger Fischer feiern jährlich am Dreikönigstag (6. Januar) in St. Burkard ihr Bestehen. Außerdem gibt es einen Gedenktext an den Widerstand einzelner Gemeindemitglieder im Dritten Reich.
Dem Eingang gegenüber ist eine Madonna von Tilman Riemenschneider beleuchtet und hinter Glas geschützt zu sehen. Der Hochaltar von St. Burkard ist ein Werk des Lohrer Künstlers Franz Wilhelm Driesler, die Brüder Heinz und Matthäus Schiestl schufen die figürlichen Elemente. Neben Werken Riemenschneiders weist die Ausstattung Arbeiten der Werkstatt der Auweras auf.

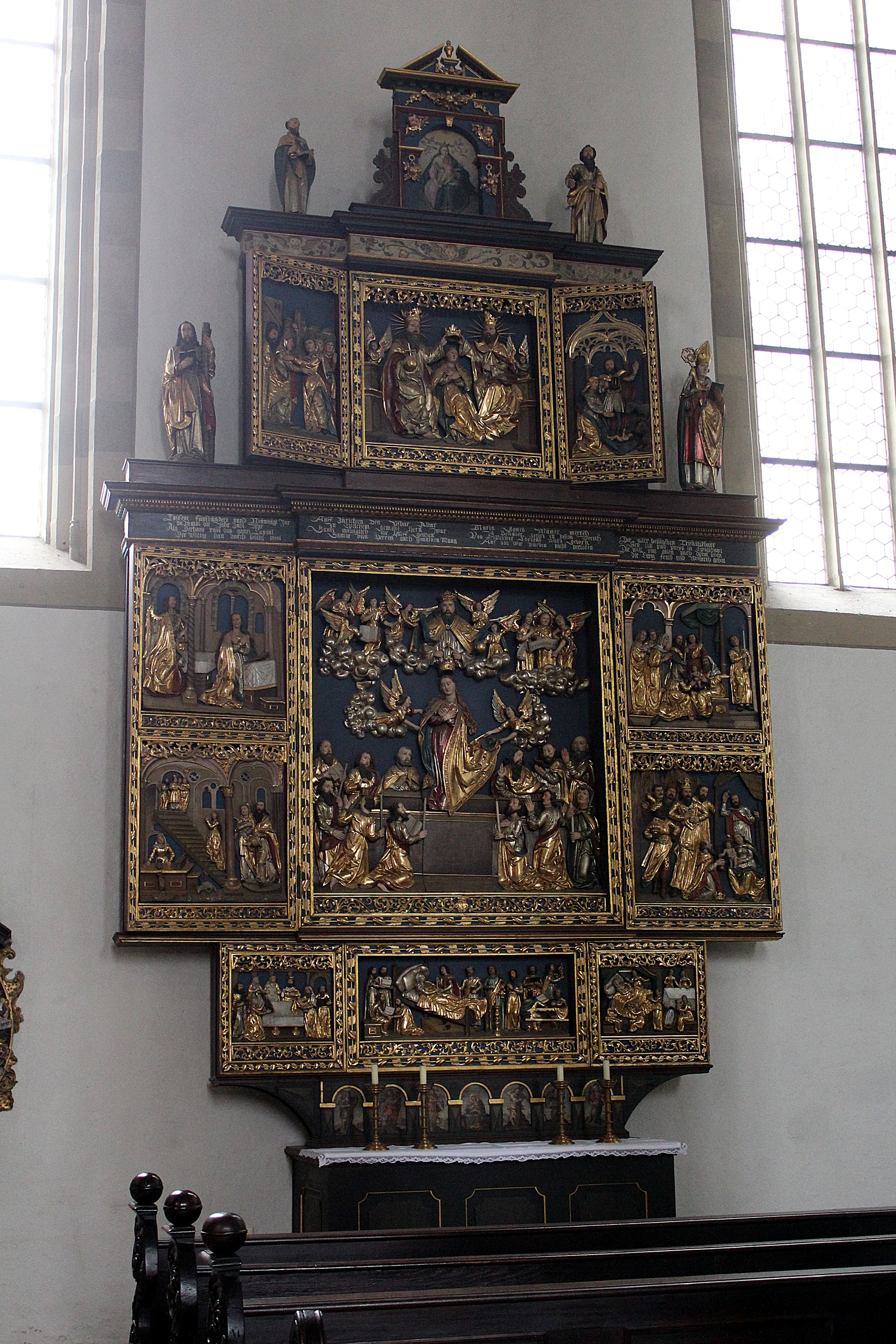
Marienaltar mit dem Schnitzwerk von Georg Meurer (1589/1590)

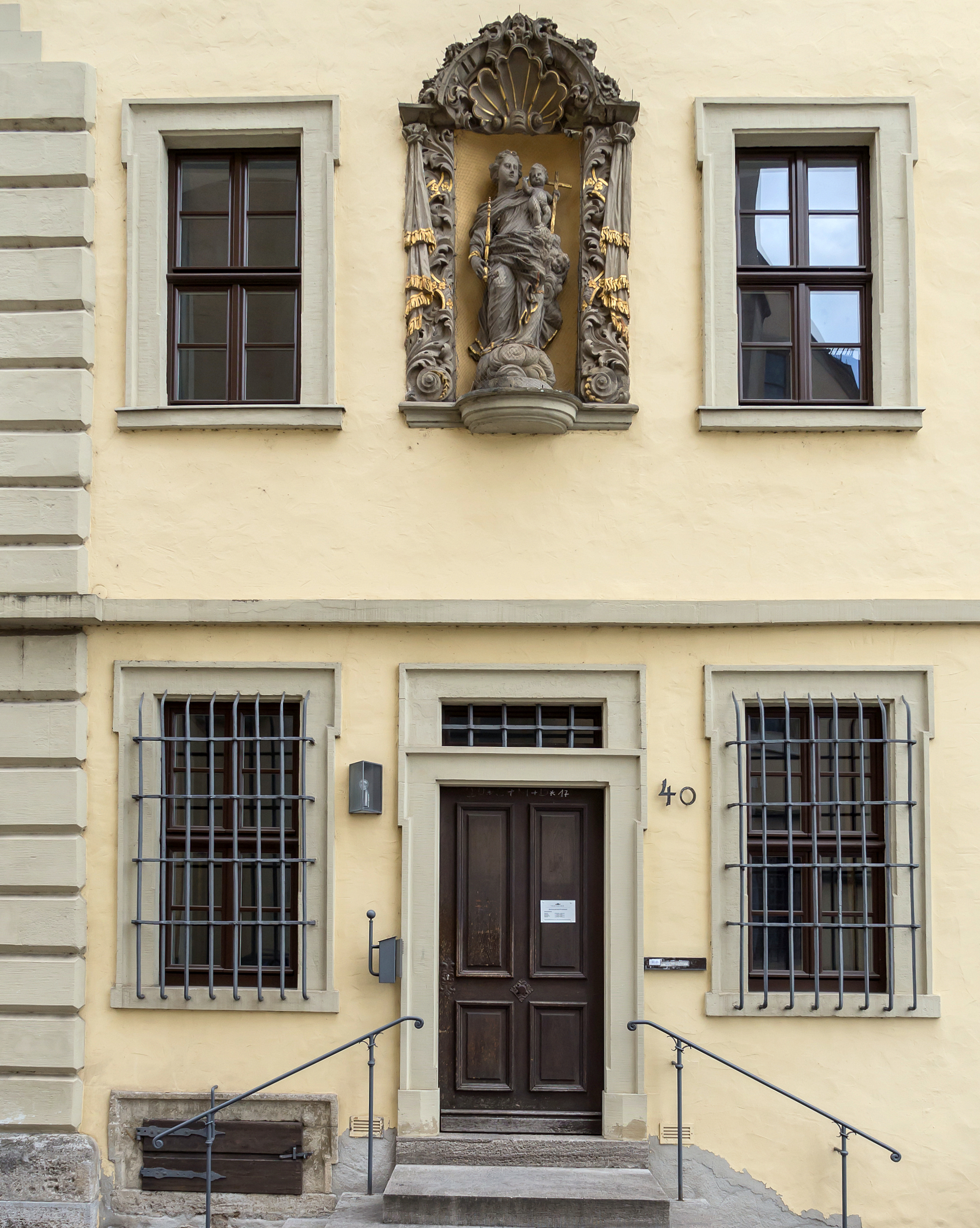
Pfarrhaus von St. Burkard mit einer wahrscheinlich von Balthasar Esterbauer um 1700 geschaffenen Madonna

Ein 1589 bis 1590 geschaffener Marienaltar (der ehemalige Pfarraltar), ein Flügelaltar, für den der Maler Alexander Müller die nur bei geschlossenen Flügeln (auf den „Werktagsseiten“) sichtbare Passion Christi des ihm 1589 in Auftrag gegebenen Retabels malte, mit dem die Flügelinnenseiten und den Schrein zierenden, Szenen aus dem Marienleben zeigenden Schnitzwerk des Würzburger Meisters Georg oder Jörg Meurer zeigt noch Elemente der gotischen Tradition. Ende der 1660er Jahre geschaffene Altäre waren bereits im 18. und 19. Jahrhundert verschwunden. Beim Bombenangriff auf Würzburg am 16. März 1945 brannten der Dachstuhl und ein Langhaus aus, der Chor und das Querschiff blieben jedoch erhalten. Im Jahr 1950 war die Kirche wiederhergestellt.

### Orgel

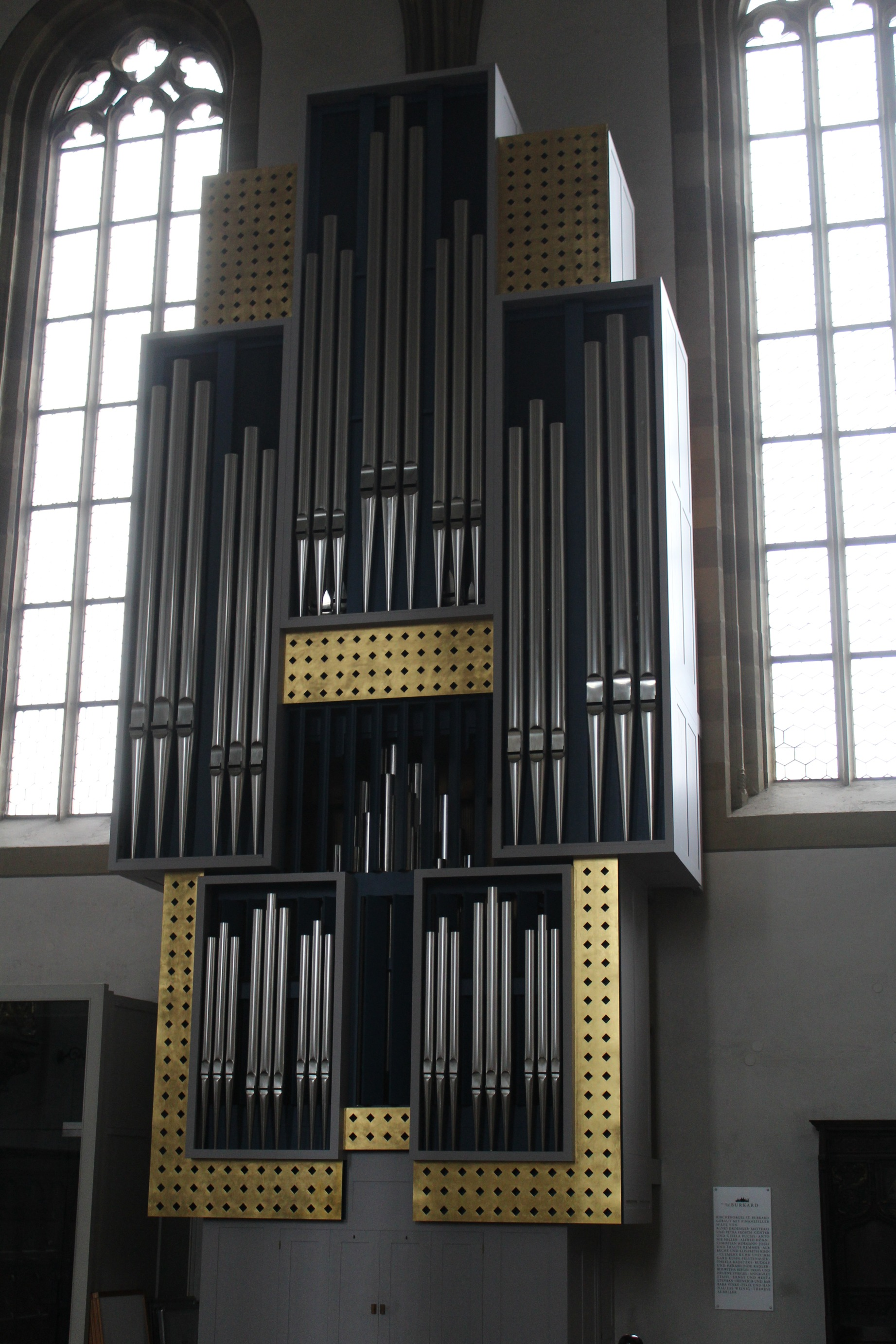
Die Rensch-Orgel

Eine erste Orgel soll um das Jahr 1350 gebaut worden sein. 1683 errichtete Nikolaus Will (1646–1689) aus Würzburg einen Neubau mit 10 Registern auf der Westempore, die später von Johann Philipp Seuffert auf 18 Register erweitert wurde. Im Jahre 1900 erbaute Martin Joseph Schlimbach eine neue Orgel mit drei Manualen und 40 Registern – sein vermutlich zweitgrößtes Werk – die aber am Ende des Zweiten Weltkriegs verbrannte. Die heutige Orgel an der Nordwand des Querhauses von St. Burkard wurde 2003 von der Orgelbaufirma Richard Rensch (Lauffen/N.) mit 28 Registern, zwei Manualen und Pedal in einem modern gestalteten Orgelgehäuse erbaut. Das Instrument hat mechanische Spieltrakturen und elektrische Registertrakturen.
| I Hauptwerk C–g3 |                   |       |
| 1.               | Principal         | 8′    |
| 2.               | Spitzflöte        | 8′    |
| 3.               | Octave            | 4′    |
| 4.               | Rohrflöte         | 4′    |
| 5.               | Quinte            | 2 ⁄3′ |
| 6.               | Waldflöte         | 2′    |
| 7.               | Mixtur IV         | 1 ⁄3′ |
| 8.               | Cornett V (ab b0) | 8′    |
| 9.               | Bach-Trompete     | 8′    |

| II Schwellwerk C–g3 |                      |        |
| 10.                 | Bourdon              | 8′     |
| 11.                 | Salicional           | 8′     |
| 12.                 | Flûte harmonique     | 8′     |
| 13.                 | Unda maris (ab c0)   | 8′     |
| 14.                 | Préstant             | 4′     |
| 15.                 | Flûte octaviante     | 4′     |
| 16.                 | Nasard               | 2 ⁄3′  |
| 17.                 | Octavin              | 2′     |
| 18.                 | Tierce               | 1 3⁄5′ |
| 19.                 | Plein jeu IV         | 2′     |
| 20.                 | Trompette harmonique | 8′     |
| 21.                 | Basson-Hautbois      | 8′     |
|                     | Tremulant            |        |

| Pedal C–f1 |                      |       |
| 23.        | Subbass              | 16′   |
| 24.        | Octavbass            | 8′    |
| 25.        | Spitzflöte (= Nr. 2) | 8′    |
| 26.        | Quintbass            | 51/3′ |
| 27.        | Octave (= Nr. 3)     | 4′    |
| 28.        | Posaune              | 16′   |
| 29.        | Trompete (= Nr. 9)   | 8′    |

- Koppeln:
  - Normalkoppeln: II/I, I/P, II/P.
  - Superoktavkoppel: II/P
  - Suboktavkoppel: I/I

### Glocken
St. Burkard besitzt fünf Glocken mit den Schlagtönen cis′ e′ fis′ a′ h′, ein Motiv aus Richard Wagners Parsifal mit Erweiterung. Darunter befindet sich die Katharinenglocke aus dem Jahr 1249, die älteste Glocke der Stadt Würzburg, dicht gefolgt von der Lobdeburgglocke des Domes St. Kilian.
| Nr. | Name              | Ton  | Masse   | Durchmesser | Gießer                | Gussjahr |
| --- | ----------------- | ---- | ------- | ----------- | --------------------- | -------- |
| 1   | Margel/Maria      | cis′ | 2300 kg | 1520 mm     | Sigmund Arnolt, Fulda | 1592     |
| 2   | Burkardus         | e′   | 1240 kg | 1280 mm     | Rudolf Perner, Passau | 1986     |
| 3   | Kriegergedächtnis | fis′ | 0900 kg | 1160 mm     | Rudolf Perner, Passau | 1986     |
| 4   | Katharina/Kater   | a′   | 0850 kg | 1140 mm     | unbekannt             | 1249     |
| 5   | Gagerle/Andreas   | h′   | 0500 kg | 0953 mm     | unbekannt             | 1481     |

## Liste der Stiftspröpste von St. Burkard
- Johann von Allendorff († 17. Oktober 1496), amtierte als Propst 1464–1496, zuvor letzter Abt
- Johann von Grumbach († 10. Juli 1516), amtierte als Propst 1496–1516
- Balthasar von Grumbach († 11. Juli 1517), amtierte als Propst 1516–1517
- Thomas von Stain († 23. Juni 1520), amtierte als Propst 1517–1520
- Gumbert von Brandenburg († 20. August 1536), amtierte als Propst 1520–1528
- Eucharius von Thüngen († 1. August 1540), Wahl am 9. Oktober 1528, amtierte als Propst 1528–1540
- Andreas von Thüngen († 6. Januar 1565), Wahl am 6. August 1540, amtierte als Propst 1540–1565
- Albrecht Schenk von Limpurg († 20. Dezember 1576), Wahl am 1. Februar 1565, amtierte als Propst 1565–1576
- Wilhelm Schutzbar gen. Milchling († 29. Juli 1591), Wahl am 17. Januar 1577, amtierte als Propst 1577–1591
- Neidhard von Thüngen († 26. Dezember 1598), Wahl am 12. September 1591, amtierte als Propst 1591–1598, 1574–1598 Propst des Stifts Neumünster, 1591-1598 Fürstbischof von Bamberg
- Erhard von Lichtenstein († 23. Dezember 1632), Wahl am 13. Februar 1599, amtierte als Propst 1599–1632, 1608–1632 Propst des Stifts Neumünster
- Johann Philipp von Schönborn († 12. Februar 1673), Wahl am 30. Oktober 1635, amtierte als Propst 1635–1645, seit 1642 Fürstbischof von Würzburg, resignierte die Propstei am 21. Februar 1645, ab 1647 Fürstbischof von Mainz, ab 1663 Fürstbischof von Worms
- Veit Gottfried von Wernau († 25. Oktober 1649), Wahl am 27. März 1645, amtierte als Propst 1645–1649
- Franz Ludwig Faust von Stromberg († 22. Oktober 1673), Wahl am 4. Januar 1650, amtierte als Propst 1650–1673
- Johann Richard von Franckenstein († 9. Oktober 1675), Wahl am 28. November 1673, amtierte als Propst 1673–1675
- Anton von Wiltberg († 9. Februar 1691), Wahl am 13. November 1675, amtierte als Propst 1675–1691
- Karl Friedrich Voit von Rieneck († 19. August 1703), Wahl am 12. März 1691, amtierte als Propst 1691–1703
- Christoph Heinrich von Greiffenclau-Vollraths († 5. Juli 1727), Wahl am 1. Oktober 1703, amtierte als Propst 1703–1727, Halbbruder des Fürstbischofs
- Ignaz Hartmann Theobald von Reinach († 10. September 1727), Wahl am 18. August 1727, amtierte als Propst 1727–1727
- Johann Franz Wolfgang Damian von Ostein († 5. Januar 1778), Wahl am 16. Oktober 1727, amtierte als Propst 1727–1778
- Lothar Franz Philipp Karl Heinrich von Greiffenclau-Vollraths († 1. September 1797), Wahl am 10. Februar 1778, amtierte als Propst 1778–1797
- Heinrich Karl Wilhelm von Rotenhan († 14. April 1800), Wahl am 11. Oktober 1797, amtierte als Propst 1797–1800
- Adam Friedrich Gottfried Lothar Joseph Maria Groß von Trockau († 21. März 1840), Wahl am 15. Mai 1800, amtierte als Propst 1800–1803, letzter Propst vor der Säkularisation

## Liste der Stiftsdekane von St. Burkard
- Adolph von Bibra, amtierte als Dekan 1464–1477, zuvor Propst auf dem Marienberg
- Dietrich von Bibra, amtierte als Dekan 1484–1504
- Kilian von Thüngen († 16. Juni 1508), amtierte als Dekan bis 1508, auch Domherr in Eichstätt
- Sebastian von der Tann († 1523), amtierte als Dekan 1509
- Thomas von Schaumberg, amtierte als Dekan 1515
- Kaspar von Würtzburg († 1525), amtierte als Dekan 1519–1525
- Jakob von Wichsenstein d. Ä., Wahl 1525, amtierte als Dekan 1525–1547
- Wilhelm Balthasar von Schwarzenberg († 28./29. Juli 1549), Wahl am 5. März 1547, amtierte als Dekan 1547–1549, zuvor Scholaster
- Jakob von Wichsenstein d. J. († 5. September 1577), Wahl am 13. August 1549, amtierte als Dekan 1549–1577
- Johann Wolfgang von Königsfeld († 15. Oktober 1588), Wahl am 2. Dezember 1577, amtierte als Dekan 1577–1580, dazu seit 1575 Domherr in Würzburg, seit 1583 Domherr in Bamberg, bis 1587 Kanoniker im Stift Comburg, resignierte das Burkarder Kanonikat am 19. Dezember 1581
- Georg Ulrich von Wannbach († 4. Januar 1583), Wahl am 22. November 1578, amtierte als Dekan 1580–1583, dazu Domherr in Bamberg, Domherr in Eichstätt
- Alexander Schott von Schottenstein († 22. Oktober 1593), Wahl am 8. Februar 1583, amtierte als Dekan 1583–1593, 1570–1572 Domherr in Würzburg, 1582–1584 Domherr in Eichstätt, ab 1567 Kanoniker des Stifts Comburg, dort später Scholaster
- Sebastian von Reinstein († 18. April 1597), Wahl am 23. Dezember 1592, amtierte als Dekan 1593–1597, zuvor Scholaster, 1585–1597 Domherr in Würzburg, 1578–1597 Kanoniker des Stifts Comburg, zuletzt Custos
- Wennemar von Bodelschwingh († 5. August 1605), Wahl am 29. Juni 1597, amtierte als Dekan 1597–1602, ab 1590 Domherr in Mainz, Kanoniker in St. Viktor und in St. Alban in Mainz
- Johann Kaspar von Lammersheim († 1. Mai 1627), Wahl am 3. Februar 1602, amtierte als Dekan 1602–1605, resignierte am 5. November 1605, 1592–1597 Domherr in Würzburg, ab 1600 Domherr in Bamberg, bambergischer Vizedom in Kärnten, Propst von St. Gangolf in Bamberg, 1596–1615 Kanoniker am Stift Comburg, dort auch Custos
- Johann Christoph von Lammersheim († 19. Oktober 1619), Wahl am 1. Dezember 1605, amtierte als Dekan 1605–1619, auch 1592–1594 und 1596–1598 Domherr in Würzburg
- Salentin Bernhard von Wildenstein († 13. Februar 1623), Wahl am 25. September 1620, amtierte als Dekan 1620–1623, auch Kanoniker am Stift Comburg
- Adolph Hund von Saulheim († 29. April 1668), Wahl am 16. Januar 1624, amtierte als Dekan 1624–1639, am 22. Juni 1638 Wahl zum Domdekan in Mainz, resignierte am 19. Februar 1639 das Burkarder Kanonikat und am 19. August 1639 das Burkarder Dekanat, Wahl am 10. Dezember 1652 zum Mainzer Dompropst, dazu 1613–1615 und 1621–1623 Domherr in Würzburg, Domherr in Speyer, Propst von St. German in Speyer, Kanoniker von St. Alban in Mainz, Kanoniker von St. Viktor und Mariengreden in Mainz
- Eberhard Christoph von Seckendorff-Gutend († 11. April 1655), Wahl am 15. September 1639, amtierte als Dekan 1639–1655, seit 1621 Domherr in Bamberg, seit 1627 Domherr in Würzburg, seit 1636 Propst der Alten Kapelle in Regensburg
- Johann Christoph von Syrgenstein († 24. Mai 1663), Wahl am 22. Juni 1655, amtierte als Dekan 1655–1663, zuvor Scholaster, auch Kanoniker im Stift Comburg und dort Custos, ab 1636 Domherr in Würzburg
- Joachim Konrad von Seckendorff-Gutend-Langenfeld († 17. November 1674), Wahl am 3. Juli 1663, amtierte als Dekan 1663–1674, außerdem Rektor der Universität Würzburg, ab 1644 Domherr in Bamberg
- Johann Philipp von Walderdorff († 4. März 1689), Wahl am 17. Januar 1675, amtierte als Dekan 1675–1689, dazu Domherr in Speyer und Dompropst, ab 1634 Domherr in Trier, dort 1651 Domscholaster und 1679 Domdekan
- Johann Philipp von Franckenstein d. Ä. († 25. Februar 1711), 1679 Koadjutor des Dekans, 1689 Nachfolge als Dekan, amtierte als Dekan 1679–1689, resignierte das Dekanat am 16. Juli 1689, resignierte das Burkarder Kanonikat am 17. Februar 1696, auch seit 1670 Domherr in Bamberg, dort Domkantor und Domcustos, Kanoniker in St. Alban in Mainz
- Wilhelm Ulrich von Guttenberg († 5. Mai 1736), Wahl am 11. August 1689, amtierte als Dekan 1689–1736, auch 1694 Dompropst von Worms, seit 1680 Kanoniker am Stift Comburg und 1695 dort Dekan
- Georg Wilhelm Kasimir von Guttenberg († 19. Dezember 1740), Wahl am 10. Oktober 1736, amtierte als Dekan 1736–1740, seit 1717 Domherr in Eichstätt, seit 1728 Domherr in Augsburg
- Hartmann Anton Wilhelm Franz von Mauchenheim gen. von Bechtolsheim († 4. Juli 1779), Wahl am 17. April 1741, amtierte als Dekan 1741–1779, auch seit 1742 Domherr in Hildesheim
- Daniel Johann Anton von Gebsattel († 12. Juli 1788), Wahl am 31. August 1779, amtierte als Dekan 1779–1784, resignierte das Dekanat am 14. Oktober 1784, Rektor und Prorektor der Universität
- Friedrich Daniel Karl Philipp Joseph von Gebsattel († 13. März 1853), Wahl am 15. November 1784, amtierte als Dekan 1784–1803, in Eichstätt seit 1772 Domherr, seit 1784 Domdekan, seit 1792 Präsident des Geistlichen Rates, letzter Burkarder Dekan vor der Säkularisation, danach großherzoglich-toskanischer wirklicher Geheimer Rat